# Chiesa di San Leonardo (Castelnuovo)
La chiesa di San Leonardo è la parrocchiale di Castelnuovo in Valsugana, Trentino. Fa parte della zona pastorale Valsugana - Primiero dell'arcidiocesi di Trento e risale al XV secolo.

## Storia

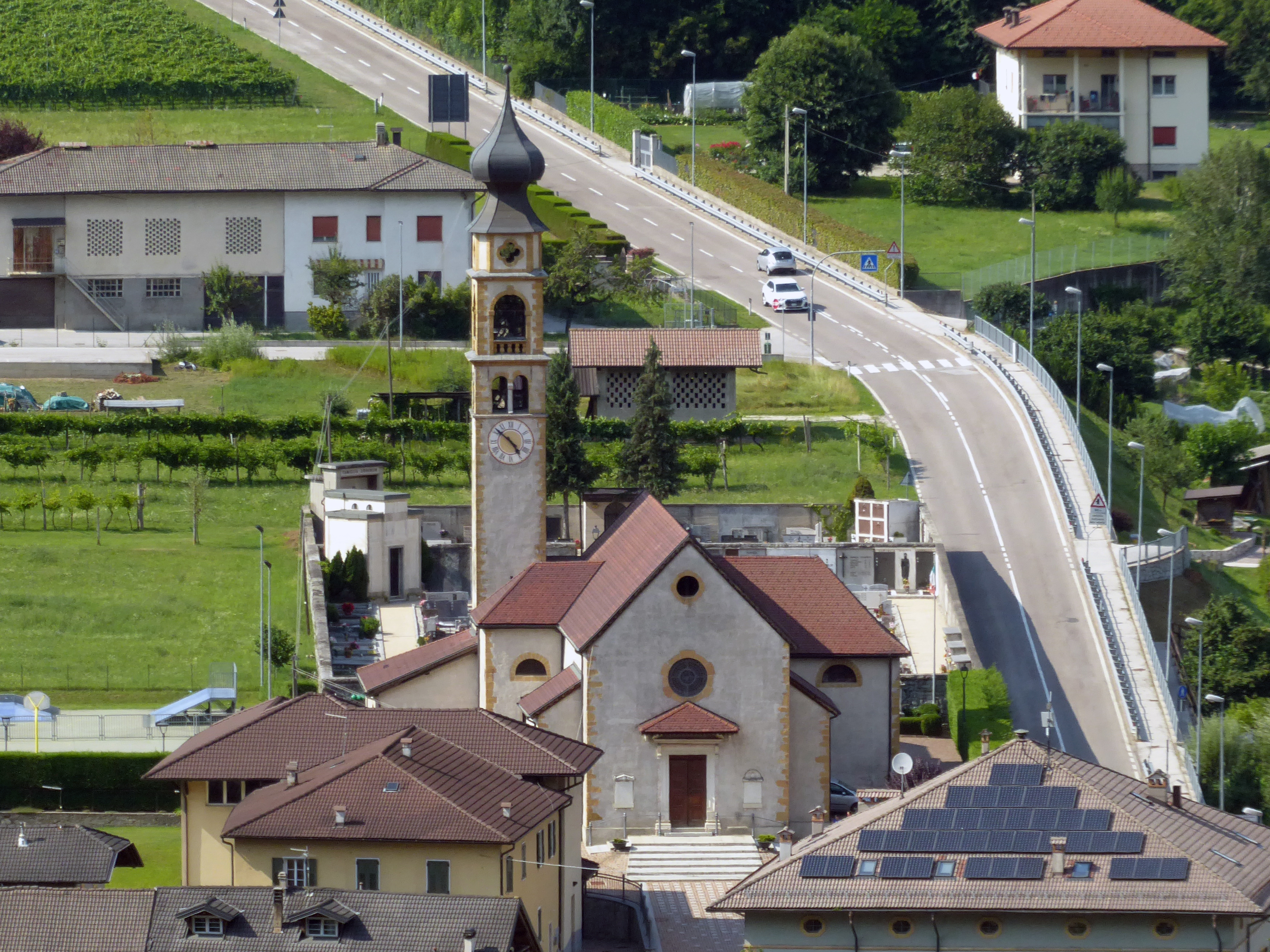
Chiesa di San Leonardo vista dall'alto

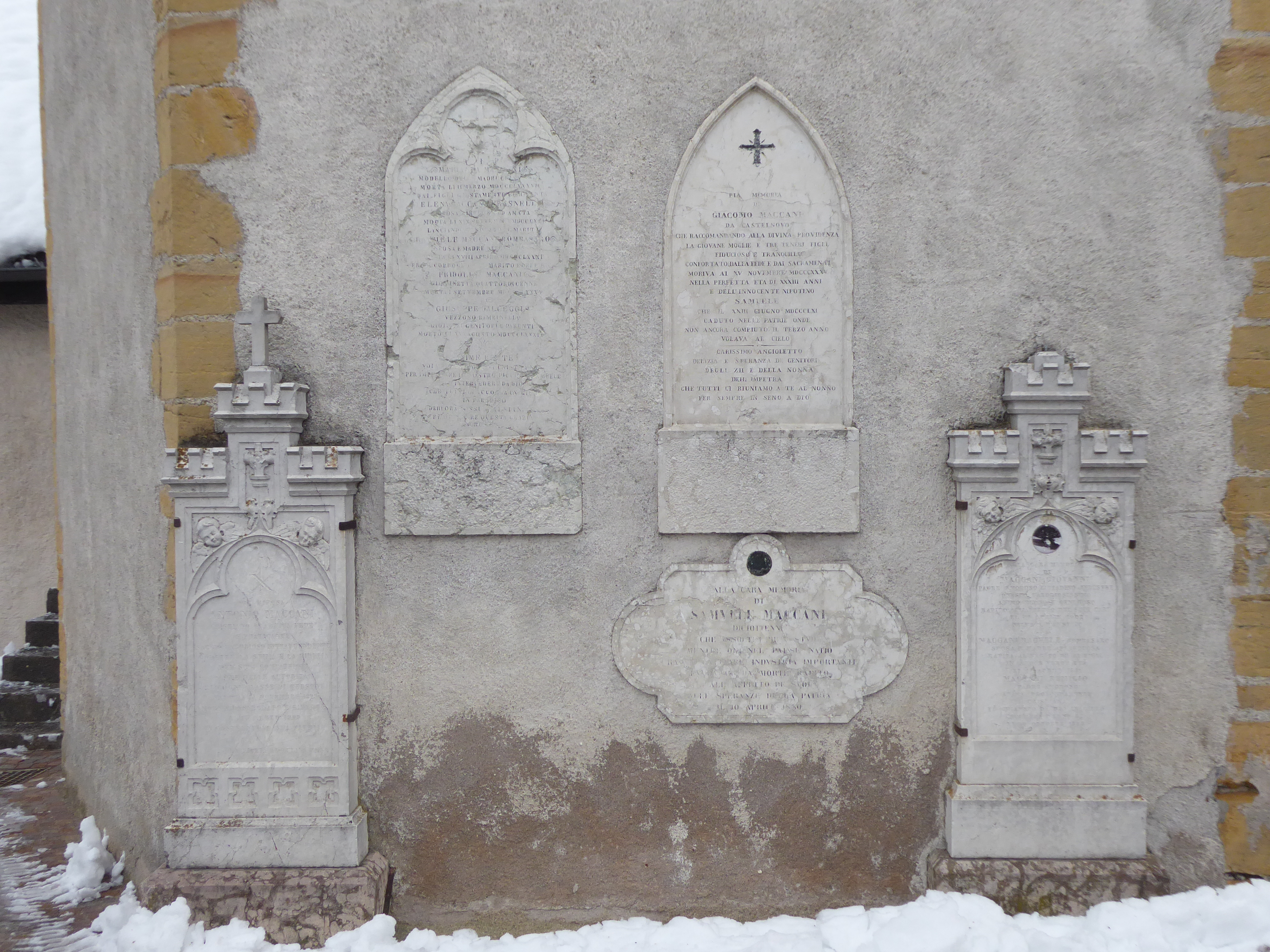
Lapidi nella parte absidale esterna

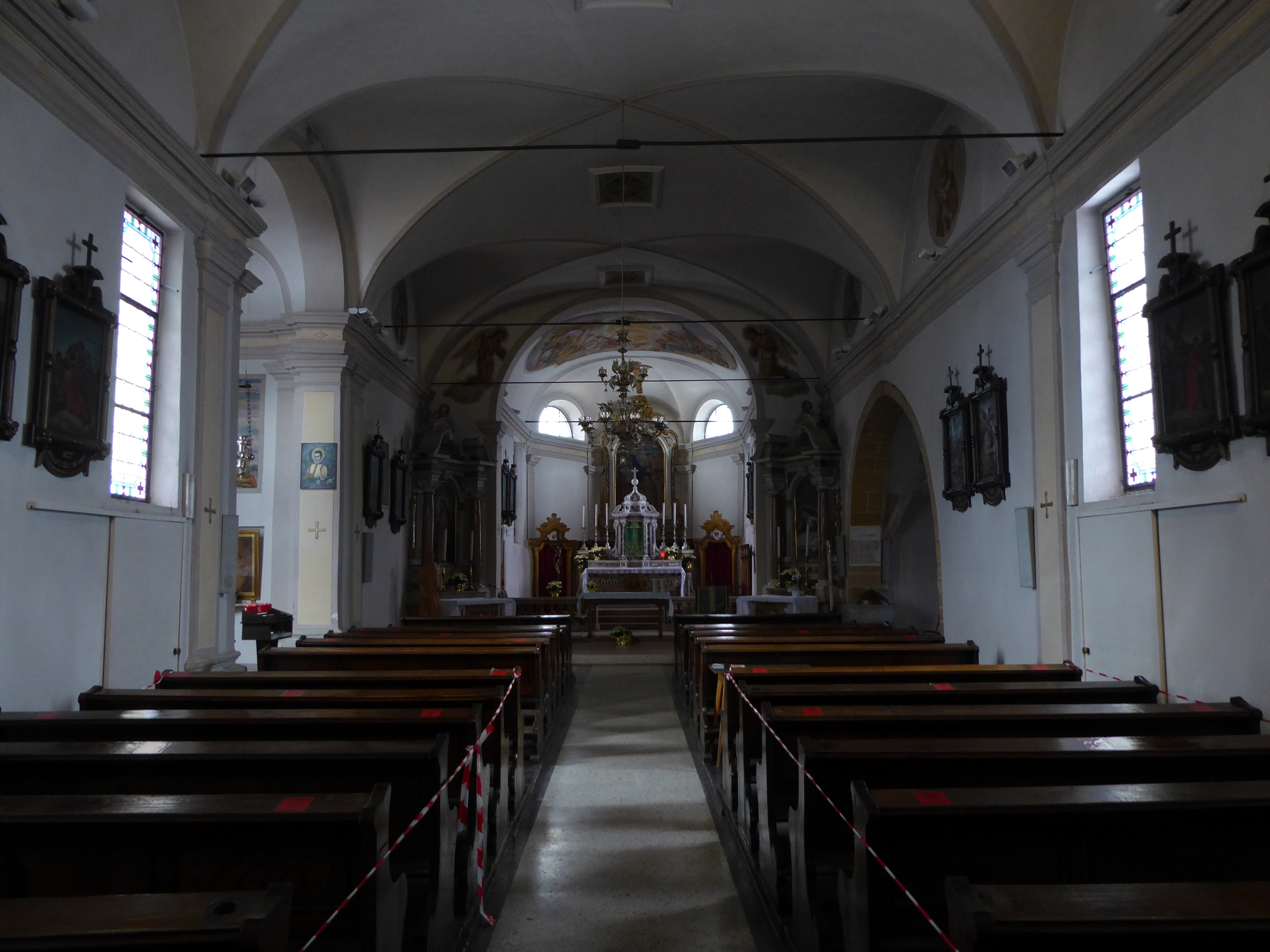
Interno

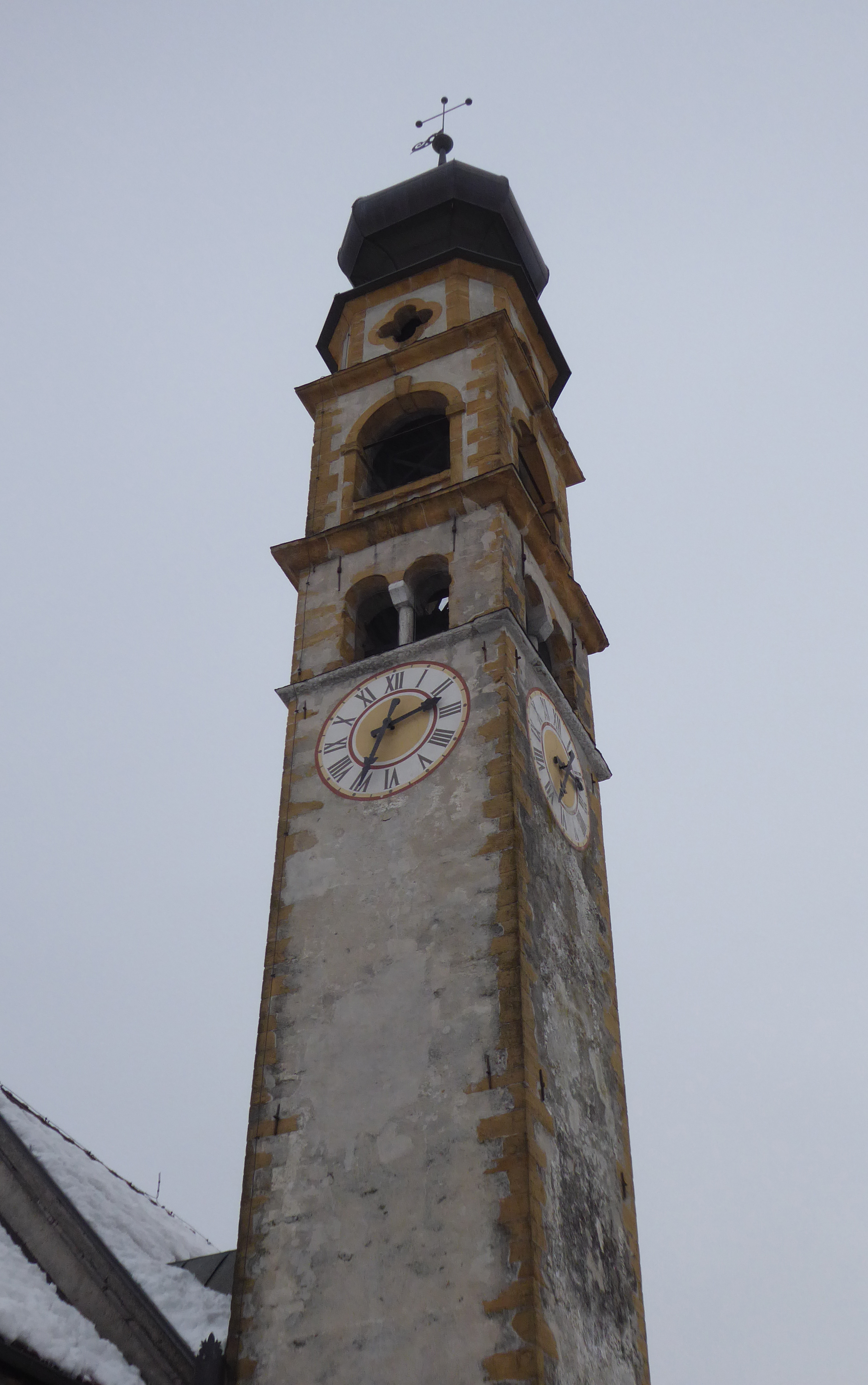
Torre campanaria

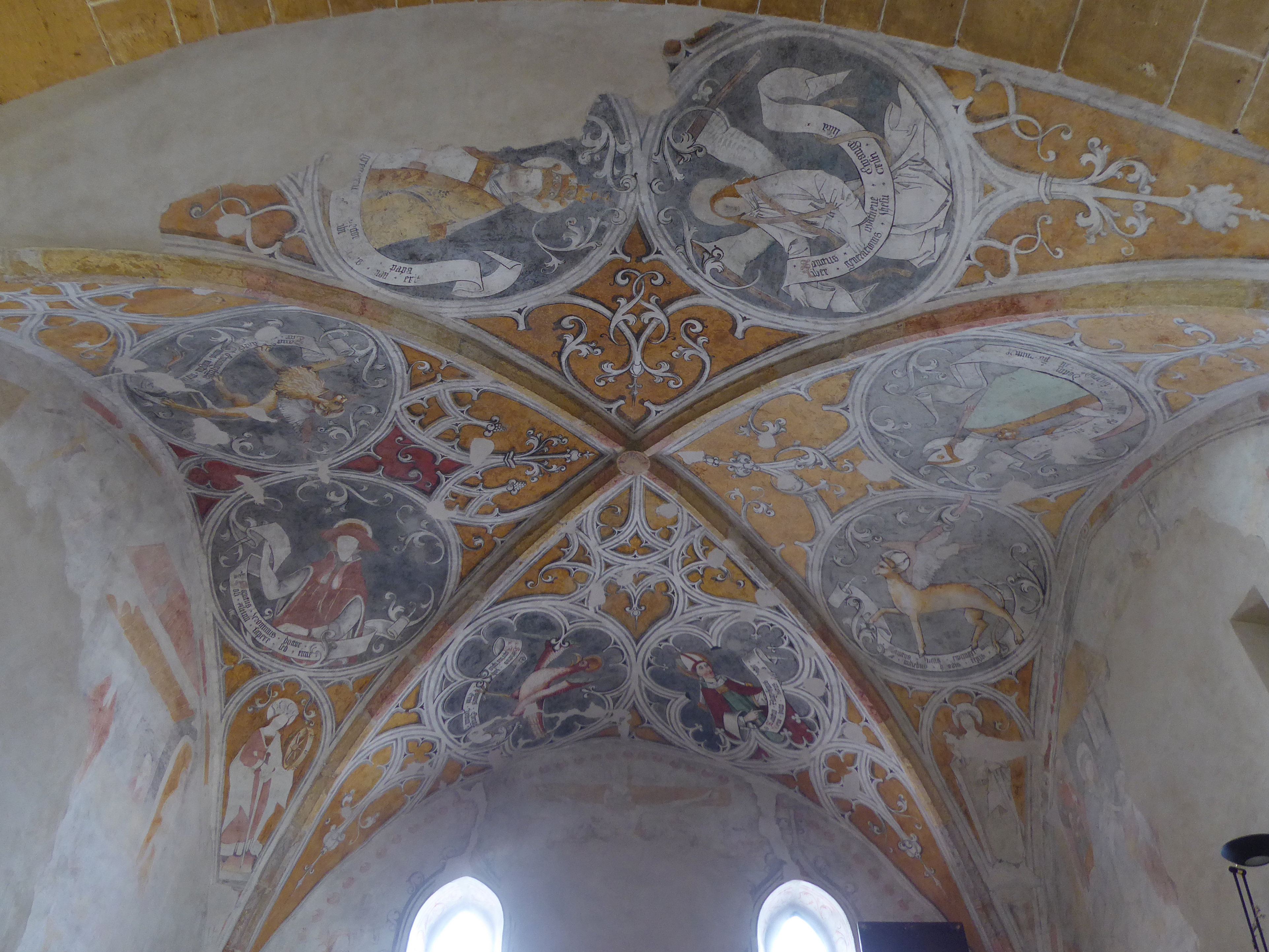
Soffitto della cappella laterale destra

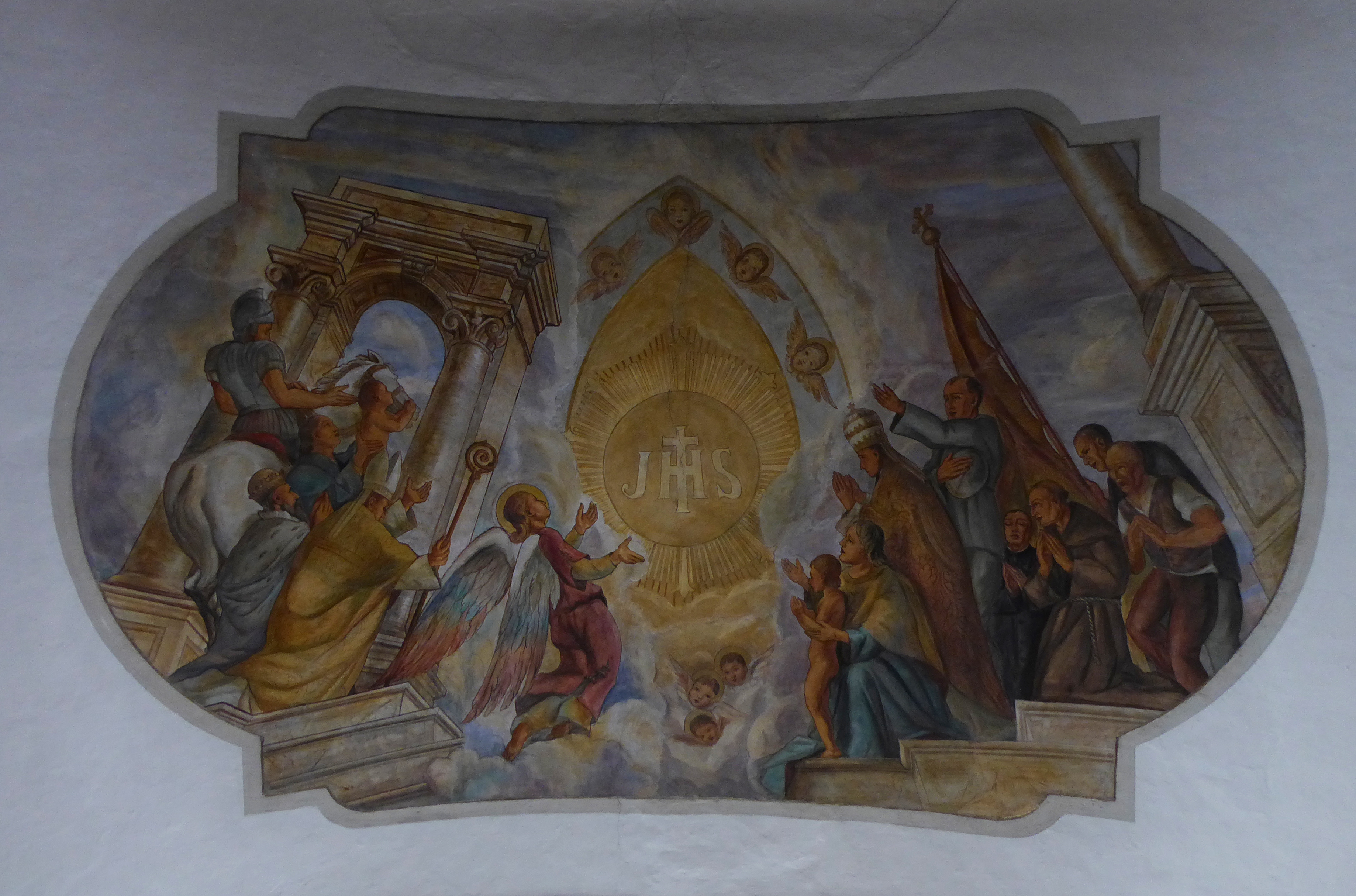
Affresco sul soffitto del presbiterio

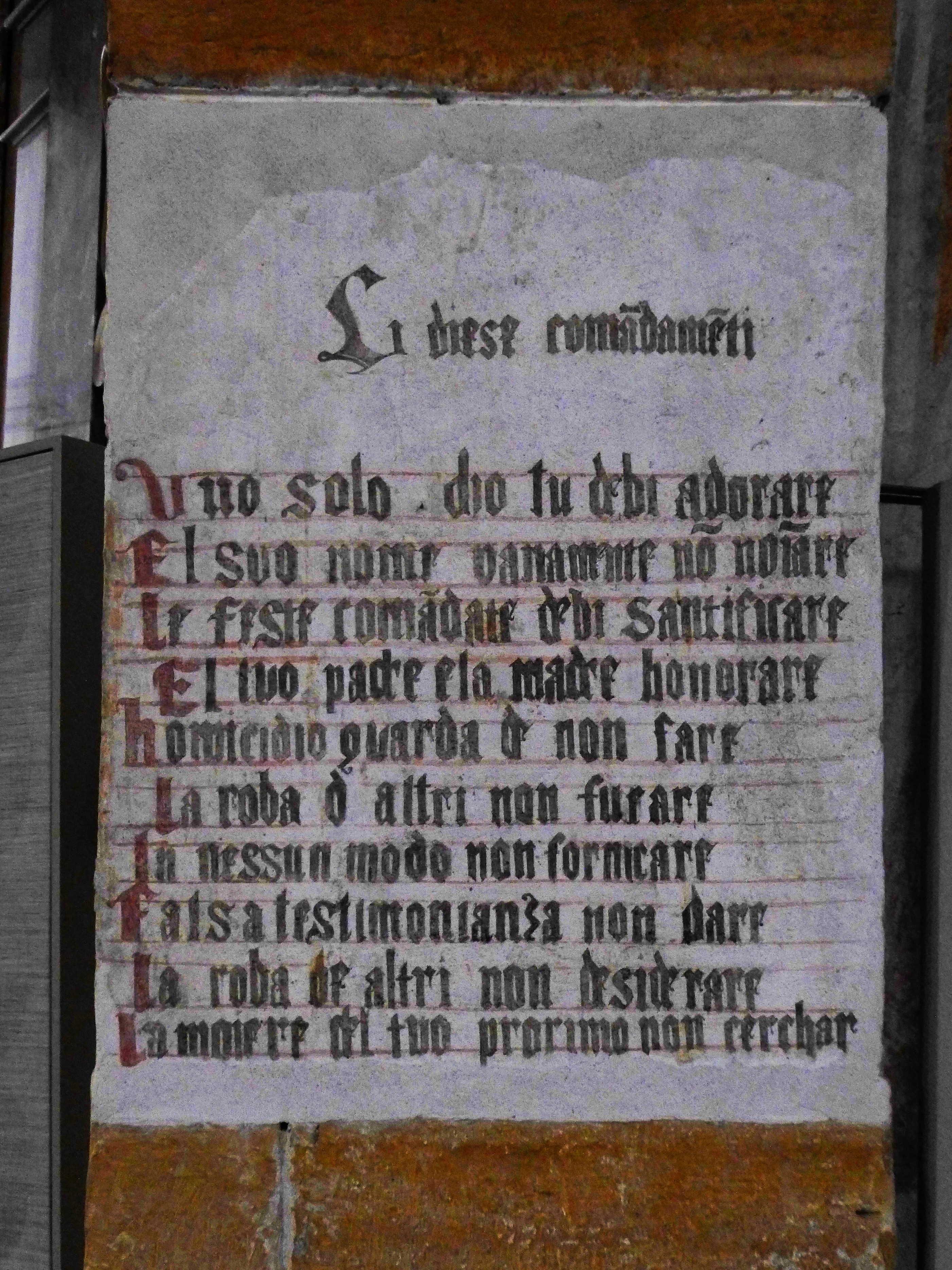
Dieci comandamenti affrescati nella sala

La prima citazione documentale di una chiesa a Castelnovo (come veniva chiamato il paese sino alla metà del XX secolo) è del 1465.
A partire dal XVI secolo la prima cappella originaria fu ampliata e gli interni vennero decorati ad affresco dal bavarese Conrad Waider. Ebbe la concessione del fonte battesimale dal 1577 e nello stesso anno venne elevata a dignità di chiesa parrocchiale.
All'inizio del XVII secolo la torre campanaria venne sopraelevata e subito dopo l'intero edificio di culto fu ampliato, col mantenimento della primitiva abside (trasformata in sagrestia) ma con una rotazione dell'orientamento dell'edificio che ebbe il nuovo prospetto principale dove in precedenza stava una sua facciata laterale. La solenne consacrazione della ricostruita chiesa venne celebrata nel 1633.
Durante il XVIII secolo l'edificio fu ampliato con una nuova cappella per la Madonna del Rosario e nel 1786, sotto l'aspetto della giurisdizione ecclesiastica, entrò a far parte della diocesi di Trento lasciando quella di Feltre.
All'inizio del secolo successivo la torre campanaria venne sopraelevata per la seconda volta.
Il primo conflitto mondiale le procurò vari danni che furono riparati nel primo dopoguerra, quando fu oggetto di una ristrutturazione che riportò alla luce antichi affreschi che erano stati imbiancati al momento della trasformazione dell'abside della chiesa primitiva in sacrestia. Tale ambiente venne in seguito trasformato in cappella laterale della sala e fu eretta una nuova sacrestia.
Tra il 1929 e il 1932 l'edificio venne ulteriormente ampliato col prolungamento della sua navata e la costruzione di due nuove cappelle laterali. Nel secondo dopoguerra del XX secolo la parte absidale venne arricchita con opere pittoriche di Lucillo Grassi.
Tra gli anni sessanta e settanta venne installato l'impianto di riscaldamento, fu realizzato l'adeguamento liturgico e vennero imbiancati due affreschi nel presbiterio che poco dopo vennero restaurati. 
Gli ultimi interventi sono stati realizzati tra il 1999 e il 2009. Ci si è dedicati alle opere murarie, alla sistemazione delle grandi vetrate e al sagrato davanti alla chiesa.

## Descrizione

### Esterni
La facciata a capanna presenta due spioventi ripidi. Il portale è architravato, protetto da una tettoia sporgente e sormontato in asse da due oculi di diversa ampiezza che portano luce alla sala. La torre campanaria si trova in posizione arretrata sulla sinistra e la cella si apre su due ordini di finestre a bifora e a monofora.

### Interni
L'interno della chiesa è ricco, in particolare nelle sue parti originali e più antiche, di opere artistiche di importanza anche storica. 
Sull'arco di trionfo presbiteriale è stato scoperto, durante i lavori realizzati nel primo dopoguerra, un testo scritto in volgare con caratteri gotici riferito ai Dieci comandamenti.
Tale testo inizia con: "Li diese comandamenti - Uno solo dio debi adorare - El suo nome vanamente no nominare (...)".